# نصرآباد سیدخلیل
نصرآباد سیدخلیل، روستایی از توابع بخش مرکزی شهرستان قصر شیرین در استان کرمانشاه ایران است.

## جمعیت
این روستا در دهستان فتح‌آباد قرار دارد و براساس سرشماری مرکز آمار ایران در سال ۱۳۸۵، جمعیت آن ۲۵۸ نفر (۶۵خانوار) بوده‌است.